# Black Mirror 3
Black Mirror 3 è un videogioco pubblicato nel 2011 sviluppato dalla Cranberry Production, prodotto da DTP Entertainment e pubblicato in Italia da Adventure Productions.

## Trama
Si tratta del seguito di Black Mirror 2, nonché dell'ultimo capitolo della serie Black Mirror, il quale si apre con Darren che all'inizio verrà arrestato per omicidio e incendio e che poi verrà successivamente rilasciato. In questo gioco il protagonista è sempre Darren che in questo caso utilizza il suo vero nome Adrian. Adrian va tutti i giorni a colloquio con una dottoressa per parlare dei suoi incubi. Dopo la morte della sua bisnonna diventa proprietario del castello. Alla fine Adrian tenta di suicidarsi gettandosi dalla torre del castello ma viene fatto desistere dal suo tentativo da Valentina Antolini che riesce a fargli trovare un altro modo per aiutare a sconfiggere la maledizione di Mordred scendendo nelle catacombe del castello riuscendo così a sconfiggerla definitivamente salvando Adrian.